# Lis Noer
Lis Noer Holmberg (født 22. februar 1930 i Bogense, død 23. januar 2020 i Odense) var en dansk politiker, der var medlem af Odense Byråd fra 1981 samt medlem af Folketinget for Centrum-Demokraterne i Odense Sydkredsen fra 10. maj 1988 til 21. september 1994. Hun blev valgt for Centrum-Demokraterne, men fra 21. januar 1993 var hun løsgænger og fra 27. januar samme år medlem af Venstre.
Lis Noer var handels- og kontoruddannet og var fra 1968 til 1973 ansat i forsikringsselskabet Haand i Haand. Fra 1973 til 1979 var hun sekretær på Odense Sygehus, og fra 1980-1984 medhjælpende hustru i ægtefælles virksomhed. 1987-1988 var hun atter sekretær på Odense Sygehus. 
I Folketinget var hun bl.a. sit partis arbejdsmarkedsordfører, og var fra 1989 til 1990 tillige formand for Folketingets Arbejdsmarkedsudvalg. I 1991 nedlagde hun sit hverv som ordfører i protest mod at Mimi Jakobsen under finanslovsforhandlingerne afviste at gå med til besparelser på dagpenge og kontanthjælp. Utilfredsheden kulminerede, da hun i 1993 forlod partiet efter dets regeringsdannelse med Socialdemokratiet. Kort efter meldte hun sig ind i Venstre.